# یابی گادفری
یابی گادفری (انگلیسی: Joby Godfrey؛ ۸ ژانویه ۱۸۹۴ – january ۱۹۷۷ (۸۲−۸۳ سال)) بازیکن فوتبال اهل بریتانیا بود.
از باشگاه‌هایی که در آن بازی کرده‌است می‌توان به باشگاه فوتبال ناتینگهام فارست، باشگاه فوتبال مرثر تاون، باشگاه فوتبال کاونتری سیتی، باشگاه فوتبال منچستر سیتی، و باشگاه فوتبال بیرمنگام سیتی اشاره کرد.